# Masters 1979 (tennis)
De Masters 1979 werd  in het Amerikaanse New York gehouden. Het tennistoernooi werd van 9 tot 13 januari 1980 in de Madison Square Garden op tapijtbanen gespeeld. Het deelnemersveld bestond uit de beste acht spelers op de ATP Rankings.

## Enkelspel
De titelverdediger John McEnroe verloor in de halve finale van de latere winnaar Björn Borg.

### Deelnemers
De nummer zeven van de ranglijst Arthur Ashe nam niet deel aan het toernooi.
| Ranking | Speler           | Prestatie    |
| ------- | ---------------- | ------------ |
| 1.      | Björn Borg       | Winnaar      |
| 2.      | Jimmy Connors    | Halve finale |
| 3.      | John McEnroe     | Halve finale |
| 4.      | Vitas Gerulaitis | Finale       |
| 5.      | Roscoe Tanner    | Groepsfase   |
| 6.      | Guillermo Vilas  | Groepsfase   |
| 7.      | Harold Solomon   | Groepsfase   |
| 8.      | José Higueras    | Groepsfase   |

### Groepsfase
De eindstand in de groepsfase wordt bepaald door achtereenvolgend te kijken naar eerst het aantal overwinningen in combinatie met het aantal wedstrijden. Mochten er dan twee spelers gelijk staan wordt er naar het onderling resultaat gekeken. Mocht het aantal overwinningen en wedstrijden bij drie of vier spelers gelijk wordt er gekeken naar het percentage gewonnen sets en eventueel gewonnen games. Als er dan nog steeds geen ranglijst opgemaakt kan worden dan beslist de wedstrijd commissie.

#### Groep A
|               |               | Uitslag       |
| ------------- | ------------- | ------------- |
| Roscoe Tanner | José Higueras | 7-5, 6-4      |
| Björn Borg    | Jimmy Connors | 3-6, 6-3, 7-6 |
| Björn Borg    | Roscoe Tanner | 6-3, 6-3      |
| Jimmy Connors | José Higueras | 6-3, 6-0      |
| Björn Borg    | José Higueras | 6-2, 6-0      |
| Jimmy Connors | Roscoe Tanner | 2-6, 6-4, 7-6 |

| Nr. | Speler        | Wedstrijd W - V | Sets W - V | Games W - V |
| --- | ------------- | --------------- | ---------- | ----------- |
| 1   | Björn Borg    | 3-0             | 6-1        | 40-23       |
| 2   | Jimmy Connors | 2-1             | 5-3        | 42-35       |
| 3   | Roscoe Tanner | 1-2             | 3-4        | 35-36       |
| 4   | José Higueras | 0-3             | 0-6        | 14-37       |

#### Groep B
|                  |                  | Uitslag       |
| ---------------- | ---------------- | ------------- |
| John McEnroe     | Guillermo Vilas  | 6-2, 6-3      |
| Vitas Gerulaitis | Harold Solomon   | 6-1, 7-6      |
| Guillermo Vilas  | Vitas Gerulaitis | 6-4, 6-7, 6-3 |
| John McEnroe     | Harold Solomon   | 6-3, 7-5      |
| Harold Solomon   | Guillermo Vilas  | 6-2, 6-2      |
| Vitas Gerulaitis | John McEnroe     | 3-6, 7-6, 7-6 |

| Nr. | Speler           | Wedstrijd W - V | Sets W - V | Games W - V |
| --- | ---------------- | --------------- | ---------- | ----------- |
| 1   | Vitas Gerulaitis | 2-1             | 5-3        | 44-43       |
| 2   | John McEnroe     | 2-1             | 5-2        | 43-30       |
| 3   | Harold Solomon   | 1-2             | 2-4        | 27-30       |
| 4   | Guillermo Vilas  | 1-2             | 2-5        | 27-38       |

### Knock-outfase
|  | Halve finale | Halve finale     | Halve finale | Halve finale | Halve finale |            |                  | Finale | Finale | Finale | Finale | Finale |
|  |              |                  |              |              |              |            |                  |        |        |        |        |        |
|  | 4            | Vitas Gerulaitis | 7            | 6            |              |            |                  |        |        |        |        |        |
|  | 2            | Jimmy Connors    | 5            | 2            |              |            |                  |        |        |        |        |        |
|  | 2            | Jimmy Connors    | 5            | 2            |              | 4          | Vitas Gerulaitis | 2      | 2      |        |        |        |
|  |              |                  |              |              |              | 4          | Vitas Gerulaitis | 2      | 2      |        |        |        |
|  |              | 1                | Björn Borg   | 6            | 6            |            |                  |        |        |        |        |        |
|  | 1            | 1                | Björn Borg   | 6            | 6            | Björn Borg | 6                | 6      | 7      |        |        |        |
|  | 1            |                  |              |              |              | Björn Borg | 6                | 6      | 7      |        |        |        |
|  | 3            | John McEnroe     | 7            | 3            | 6            |            |                  |        |        |        |        |        |

## Dubbelspel
Peter Fleming en John McEnroe wonnen hun tweede titel op rij.

#### Finales
|  | Halve finale | Halve finale                   | Halve finale             | Halve finale | Halve finale |   |                            | Finale | Finale | Finale | Finale | Finale | Finale | Finale |
|  |              |                                |                          |              |              |   |                            |        |        |        |        |        |        |        |
|  |              | Peter Fleming John McEnroe     | 7                        | 6            | 6            |   |                            |        |        |        |        |        |        |        |
|  |              | Mark Edmondson John Marks      | 6                        | 7            | 3            |   |                            |        |        |        |        |        |        |        |
|  |              | Mark Edmondson John Marks      | 6                        | 7            | 3            |   | Peter Fleming John McEnroe | 6      | 7      | 6      |        |        |        |        |
|  |              |                                |                          |              |              |   | Peter Fleming John McEnroe | 6      | 7      | 6      |        |        |        |        |
|  |              |                                | Wojciech Fibak Tom Okker | 3            | 6            | 1 |                            |        |        |        |        |        |        |        |
|  |              | Wojciech Fibak Tom Okker       | Wojciech Fibak Tom Okker | 3            | 6            | 1 | 6                          | 7      |        |        |        |        |        |        |
|  |              | Wojciech Fibak Tom Okker       |                          |              |              |   | 6                          | 7      |        |        |        |        |        |        |
|  |              | Marty Riessen Sherwood Stewart | 2                        | 6            |              |   |                            |        |        |        |        |        |        |        |